# 第43回ベルリン国際映画祭
第43回ベルリン国際映画祭は1993年2月11日から22日まで開催された。

## 概要
1993年のベルリン国際映画祭では、金熊賞に中国映画と台湾映画の2本が選ばれ、アジア色の強い結果となった。
また、ビリー・ワイルダーとグレゴリー・ペックに名誉賞が贈られた。

## 受賞
- 金熊賞：『香魂女-湖に生きる』(シェ・フェイ)、『ウェディング・バンケット』 (アン・リー)
- 銀熊賞
  - 審査員特別賞：『アリゾナ・ドリーム』 (エミール・クストリッツァ)
  - 監督賞：アンドリュー・バーキン (『セメント・ガーデン』)
  - 男優賞：デンゼル・ワシントン (『マルコムX』)
  - 女優賞：ミシェル・ファイファー (『ラブ・フィールド』)
  - 芸術貢献賞：テムール・バルアニ (『Udzinarta mse』)

## 上映作品

### コンペティション部門
長編映画のみ記載。アルファベット順。邦題がついていない場合は原題の下に英題。
| 題名 原題                                         | 監督                       | 製作国                          |
| ------------------------------------------------- | -------------------------- | ------------------------------- |
| アリゾナ・ドリーム Arizona Dream                  | エミール・クストリッツァ   | アメリカ合衆国 フランス         |
| ベル・エポック Belle epoque                       | フェルナンド・トルエバ     | スペイン ポルトガル フランス    |
| Den russiske sangerinde (The Russian Singer)      | モーテン・アーンフレーズ   | デンマーク                      |
| Diario di un vizio (Diary of a Maniac)            | マルコ・フェレーリ         | イタリア                        |
| Die Denunziantin (The Denunciation)               | トーマス・ミッチェルリッヒ | ドイツ                          |
| Ha-Chayim Al-Pi Agfa (Life According to Agfa)     | アッシ・ダヤン             | イスラエル                      |
| ホッファ Hoffa                                    | ダニー・デヴィート         | アメリカ合衆国 フランス         |
| Hoppá (Whoops)                                    | ジュラ・マール             | ハンガリー                      |
| Kærlighedens smerte (Pain of Love)                | ニルス・マルムロス         | デンマーク                      |
| La petite apocalypse (The Little Apocalypse)      | コスタ＝ガヴラス           | フランス イタリア ポルトガル    |
| 若きウェルテル Le jeune Werther                   | ジャック・ドワイヨン       | フランス                        |
| ラブ・フィールド Love Field                       | ジョナサン・カプラン       | アメリカ合衆国                  |
| マルコムX Malcom X                                | スパイク・リー             | アメリカ合衆国                  |
| Op Afbetaling (The Betrayed)                      | Frans Weisz                | オランダ                        |
| Patul Conjugal (The Conjugal Bed)                 | ミルチャ・ダネリウク       | ルーマニア                      |
| Samba Traoré                                      | イドリッサ・ウエドラオゴ   | ブルキナファソ フランス スイス  |
| Sankofa                                           | ハイレ・ゲリマ             | ブルキナファソ ドイツ ガーナ 他 |
| Telegrafisten (The Telegraphist)                  | エリック・グスタブソン     | デンマーク ノルウェー           |
| セメント・ガーデン The Cement Garden              | アンドリュー・バーキン     | フランス ドイツ イギリス        |
| トイズ Toys                                       | バリー・レヴィンソン       | アメリカ合衆国                  |
| Udzinarta mse (The Sun of the Sleepless)          | テムール・バルアニ         | ジョージア                      |
| ウェディング・バンケット 喜宴                     | アン・リー                 | 台湾 アメリカ合衆国             |
| 香魂女-湖に生きる 香魂女                          | シェ・フェイ               | 中国                            |
| Wir können auch anders ... (No More Mr. Nice Guy) | デットレフ・ブック         | ドイツ                          |
| 夢の女                                            | 坂東玉三郎                 | 日本                            |

### コンペティション外
- アラバマ物語 – ロバート・マリガン (アメリカ)
- キング・コング – メリアン・C・クーパー、アーネスト・B・シュードサック (アメリカ)
- ゴリラは真昼、入浴す。 – ドゥシャン・マカヴェイエフ (ドイツ)
- 迷子の大人たち – ビーバン・キドロン (アメリカ)
- Inge, April und Mai – ヴォルフガンク・コールハーゼ、ガブリエル・デーネーケ (ドイツ)
- Requiem – Reni Mertens、Walter Marti (スイス)
- Un jour dans la mort de Sarajevo – アライン・フェラーリ、ティエリー・ラヴァレト (フランス)

## 日本映画
コンペティション部門には坂東玉三郎監督が永井荷風の小説を映画化した『夢の女』が出品された。また、パノラマ部門で佐藤真のドキュメンタリー『阿賀に生きる』と中島丈博の『おこげ』が、フォーラム部門で橋口亮輔の『二十才の微熱』と園子温の『部屋 THE ROOM』が上映された。

## 審査員
- フランク・バイヤー (ドイツ/監督)
- フアン・アントニオ・バルデム (スペイン/監督)
- チャン・イーモウ (中国/監督)
- ナウム・クレイマン (ロシア/ロシア国立映画博物館館長)
- ブロック・ピーターズ (アメリカ/俳優)
- クリスティナ・ヤンダ (ポーランド/女優)
- スーザン・ストラスバーグ (アメリカ/女優)
- ヨハンナ・テア・ステーゲ (オランダ/女優)
- ミシェル・ブージュ (フランス/プロデューサー)
- フランソワ・デュプラ (ドイツ/プロデューサー)
- カティンカ・ファラゴー (スウェーデン/プロデューサー)